# Capleton
Capleton (Clifton George Bailey III, 13 de abril de 1967, Saint Mary, Jamaica) es un cantante de reggae y dancehall.

## Biografía
Clifton Bailey más conocido como Capleton nació el 13 de abril de 1967 en Islington, un pequeño pueblo de la "parroquia" de St. Mary, junto al Mar Caribe. En su juventud, se le dio el apellido de un conocido abogado de Santa María y amigo de la familia, Capleton, como apodo para familiares y amigos. Capleton rechaza el nombre que le dieron al nacer (Clifton George), debido a su origen europeo. Ahora prefiere "King Shango", teniendo en cuenta sus raíces en la lengua yoruba. Desde muy joven, Capleton se fue impregnando de la cultura jamaicana y desde entonces, por el movimiento Rastafari y el Reggae. Se orientó lógicamente hacia la música, saliendo en los clubs y llenándose de los mejores sonidos. A los 18 años, se mueve a Kingston, donde empieza haciendo coros en distintas grabaciones.

## Carrera
Su carrera musical como solista se inicia en el sound system y sello discográfico African Star del productor Stewart Brown, con base en Toronto, donde consiguió gran fama actuando junto a Ninjaman y Flourgon. De vuelta en Jamaica, Capleton firma un contrato con Philipp "Fattis" Burrell del sello Xterminator. Sin embargo imponerse en el mundo del Dancehall parece ser una cosa difícil dada la rapidez con la cual se mueve este mundo. Pero Capleton parece ser seguramente la excepción que confirma la regla.
El artista es desde hace 12 años el profeta de la nueva generación reggae/ragga. Solo él combina a la perfección dancehall moderno y rabioso con un buen antiguo Roots Reggae. Capleton ha salido cargado de éxitos de los estudios de Kingston: profundos textos, ritmos ardientes y una energía explosiva, le hacen el indiscutible gurú de las nuevas generaciones.
Desde que hiciera aparición en 1991 en la industria musical con su primer sencillo "Double Trouble", que solo tuvo fama en los Caribes, hasta convertirse en el líder que mueve las masas jóvenes en todo el mundo, Capleton ha editado una serie destacada de elepés para el mercado internacional. Su auténtica madurez la encontramos en los soberbios trabajos "More Fire" (2000) y "Still Blazin" (2002) su más reciente trabajo es "I-Ternal Fire"(2010) El que ya es considerado por muchos su mejor disco debido a la calidad de sus líricas e instrumentales capaces de llegar al corazón de cualquiera.

## Discografía
| - Number One Pon the Look Good Chart - 1991 - Lotion Man - 1991 - Alms House - 1993 - Good So - 1994 - Prophecy - 1995 - I-Testament - 1997 - One Mission (compilation) - 1999 - More Fire - 2000 - Still Blazin' - 2002 - Voice of Jamaica, Vol.3 - 2003 - Praises to the King - 2003 | - The People Dem - 2004 - Reign of Fire - 2004 - Duppy Man (featured with Chase & Status) - Free Up - 2006 - Hit Wit Da 44 Rounds - 2007 - Rise Them Up - 2007 - Bun Friend - 2008 - Yaniko Roots - 2008 - Jah Youth Elevation - 2008 - Liberation Time (featured with AZAD) (2009) - I-Ternal Fire - 2010 |

## Colaboraciones
- Damian "Jr. Jong" Marley "It was writen (con Capleton, Drag-On y Stephen "Ragga" Marley])" (Halfway tree, 2001)
- Gentleman "Fire ago bun dem" (Journey to Jah, 2002)
- Cañaman "Fiesta rasta" (Con Malijah)
- Dub Syndicate "Time" (Acres od Space Album, 2001)
- Stephen "Ragga" Marley "Rock Stone" (con Capleton y Sizzla)